# Puntenprobleem

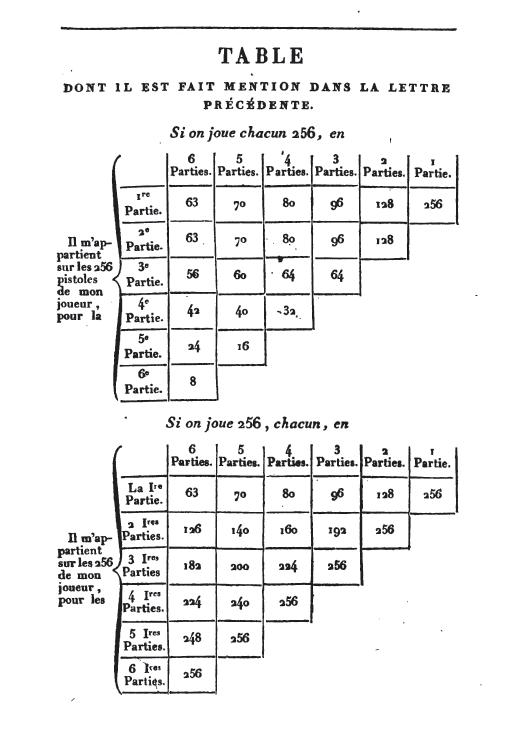
Pagina uit de correspondentie tussen Fermat en Pascal

Het puntenprobleem, partijenprobleem, verdelingsprobleem of delingsprobleem is de vraag wat de rechtvaardige verdeling is van de prijzenpot bij het vroegtijdig stoppen van een kansspel met twee spelers met gelijke kansen waarbij de eerste die een afgesproken aantal rondes wint, de gehele pot zou hebben gewonnen. De oplossing van dit probleem kwam in 1654 van Pascal in een briefwisseling met Fermat op een vraag van De Méré. Pascal ontwikkelde daarmee wat nu bekendstaat als de wiskundige verwachting, zodat dit wel wordt beschouwd als het begin van de kansrekening.
Het probleem werd al genoemd in een Italiaans geschrift uit 1380:
Twee partijen spelen een balspel. Beide partijen hebben gelijke kans te winnen. De partij die als eerste 6 keer heeft gewonnen, krijgt de pot van 60 dukaten. Om een of andere reden moet het spel afgebroken worden bij een stand van 5-3. Hoe moet de pot nu worden verdeeld?

## Vroege pogingen
Pacioli was in 1494 al met een oplossing gekomen. Hij stelde voor de inzet te verdelen in verhouding met het aantal gewonnen rondes van elke speler, dus in het bovengenoemde voorbeeld in de verhouding 5:3. Dit leidde echter tot onbevredigende resultaten. Zo merkte Tartaglia op dat als het spel na een ronde werd afgebroken, de speler die die ronde had gewonnen de hele pot won, wat niet logisch leek. Zijn oplossing was om de voorsprong te delen op het aantal afgesproken rondes, maar ook dit was nog niet de oplossing. Wanneer tot 100 wordt gespeeld, zou een voorsprong van 65-55 dezelfde verdeling geven als een voorsprong van 98-88, terwijl de kans op winst in het tweede geval groter is voor de eerste speler. Collega wiskundige Cardano meende dat men rekening moest houden met de winstkansen als verder zou worden gespeeld. Men kon in die tijd geen goede oplossing bedenken.
Pascal kreeg het probleem, behalve andere, voorgelegd door de Franse edelman Chevalier de Méré:
Twee spelers dobbelen om een inzet, zo dat wie het eerst drie partijen wint de pot krijgt. Het probleem was hoe de pot verdeeld moest worden wanneer de wedstrijd voortijdig werd afgebroken.
Pascal komt stap voor stap tot de algemene formulering voor elk spel, waarin bij afbreken de ene speler nog {\displaystyle m} keer moet winnen en de andere speler nog {\displaystyle n} keer om de pot te krijgen.

## Oplossing
Fermat en Pascal kwamen tot de conclusie dat het aantal te spelen rondes van belang is. Zij kwamen via verschillende methodes tot hetzelfde resultaat. Een voorbeeld is als er over vijf rondes wordt gespeeld en de stand bij het afbreken van het spel 2-1 is. Er zijn dan de volgende mogelijkheden in de resterende twee rondes:
|       |       |       | 2 - 1 |       |       |       |
|       | 3 - 1 |       |       |       | 2 - 2 |       |
| 4 - 1 |       | 3 - 2 |       | 3 - 2 |       | 2 - 3 |
De eerste speler wint drie van de vier mogelijkheden, zodat deze bij het afbreken recht heeft op 75% van de prijzenpot. De oplossing van Pascal wordt in moderne vorm geformuleerd in de verhouding {\displaystyle N:M} van de winstkansen van de beide spelers bij de afbreekstand, waarin de ene speler nog {\displaystyle m} keer moet winnen en de andere speler nog {\displaystyle n} keer om de pot te krijgen. {\displaystyle m+n-1} is het aantal keer dat nog moet worden gespeeld.
{\displaystyle N=\sum _{i=0}^{n-1}{m+n-1 \choose i}},
de som van de eerste {\displaystyle n} getallen op de {\displaystyle (m+n-1)}-de rij, geteld vanaf rij 0, in de driehoek
en
{\displaystyle M=\sum _{i=n}^{m+n-1}{m+n-1 \choose i}},
de som van de laatste {\displaystyle m} getallen op die rij.
De oplossing van Pascal en Fermat werd alleen bekend in kleine kring. De eerste die hierover publiceerde was Huygens in 1657, die het probleem zelf had opgelost nadat hij hoorde dat Pascal en Fermat een oplossing hadden gevonden.

## Ongelijke kansen
Het is ook mogelijk om bij ongelijke kansen tot een oplossing te komen. Dit werd uitgewerkt door Johan Bernoulli, Montmort en De Moivre.